# Flèche wallonne
Cet article traite uniquement de la compétition masculine. Pour la compétition féminine, voir Flèche wallonne féminine.
La Flèche wallonne est une course cycliste d'un jour, une classique, se disputant en Belgique (Région wallonne) au printemps. Cette course est inscrite au programme du ProTour de 2005 à 2007, puis du Calendrier mondial UCI en 2009 et 2010, et enfin de l'UCI World Tour en 2011. Actuellement, le parcours démarre d'une ville wallonne différente d'une année à l'autre pour arriver à Huy, où se trouve le mur de Huy, cette côte raide de 1,2 km aux pourcentages impressionnants, frôlant les 22 % dans le virage le plus difficile, et qui donne souvent lieu à des arrivées spectaculaires. Le Mur est escaladé à trois reprises pendant l'épreuve, les deux premières ascensions n'ayant bien souvent aucune influence sur la course.
Elle a aujourd'hui lieu dans la deuxième moitié du mois d'avril, systématiquement le mercredi qui suit l'Amstel Gold Race et précède Liège-Bastogne-Liège, formant avec ces deux courses au profil semblable un des temps forts de la saison cycliste, réservé aux puncheurs et intitulées « classiques ardennaises ». Davide Rebellin en 2004 et Philippe Gilbert en 2011 sont les seuls à avoir remporté ces trois courses la même année.
L'Espagnol Alejandro Valverde est le coureur le plus titré avec cinq victoires dont quatre consécutives.

## Histoire
La Flèche wallonne est créée en 1936 par le journal bruxellois Les Sports et son patron, Albert Van Laethem, pour stimuler les ventes. La course traverse alors la Wallonie d'ouest en est, de Tournai aux Terrasses d'Avroy (à Liège) en passant par Ath, Mons, Charleroi, Namur et Huy. La première édition a lieu le 13 avril, lundi de Pâques, au lendemain d'un Paris-Roubaix pluvieux. 64 coureurs s'élancent sur les 236 kilomètres au milieu d'une foule considérable, assurant un succès populaire à la course. Le favori de cette course, Eloi Meulenberg, est seul en tête lorsqu'il est renversé par une moto à Liège. C'est finalement son compatriote Philémon De Meersman qui s'impose. Deux ans plus tard, l'édition 1938, disputée dans des conditions terribles (11 coureurs seulement à l'arrivée) voit la victoire d'Émile Masson junior, également premier Wallon à s'imposer.
Entre 1943 et 1945, Marcel Kint réussit le triplé. En 1948, le journal Les Sports reprend l'organisation de Liège-Bastogne-Liège et décide de faire courir les deux épreuves sur le même week-end pour former le Week-end ardennais, augmentant de ce fait le prestige de ces courses. L'édition 1948 remportée pour la première fois par un étranger, l'Italien Fermo Camellini, intègre même le tout nouveau Challenge Desgrange-Colombo trois ans avant Liège-Bastogne-Liège. En 1950, la course, dont le lien avec l'Italie est un thème récurrent de son histoire (des milliers d'italiens ont immigré dans les années 1920 et 1930 dans la région) est remportée par le Campionissimo Fausto Coppi. Celui-ci devance le Belge Raymond Impanis de plus de cinq minutes et se venge de Rik Van Steenbergen qui l'avait battu la saison précédente en revenant dans le final grâce à l'aide des voitures suiveuses. Les années suivantes mettent en scène le duel entre Ferdi Kübler et Stan Ockers, deux victoires chacun. Imbattable, le Suisse Ferdi Kübler est le premier à réaliser le doublé Flèche wallonne-Liège-Bastogne-Liège en 1951 et 1952. L'édition 1958 marque la dernière grande victoire de Rik Van Steenbergen (avec le maillot arc-en-ciel). L'année 1960 voit le parcours changé et de nombreuses côtes abandonnées, favorisant un final groupé. Le départ est donné à Liège et l'arrivée à Charleroi, sur un tracé diminué à 208 kilomètres. Pino Cerami s'impose devant les siens.
En 1963, Raymond Poulidor est le premier coureur français à s'imposer. En 1965, Eddy Merckx dispute sa première course professionnelle à l'occasion de la Flèche wallonne. Parti trop tôt en tête de course, il abandonne. Il conquiert néanmoins son premier succès deux ans plus tard, malgré un peloton ligué contre lui. Lors de l'édition 1968, Rik Van Looy s'impose et complète sa collection de classiques en gagnant la seule qui manquait encore à son palmarès. Dans les années 1970, Merckx remporte à nouveau la course à deux reprises, égalant Marcel Kint. En 1972, il devient le troisième à réussir le doublé avec Liège-Bastogne-Liège. En 1977, six coureurs sont positifs au Stimul (dont Freddy Maertens (le vainqueur), Eddy Merckx, Michel Pollentier et Walter Planckaert), produit de la famille de la pémoline, une amphétamine. Francesco Moser, arrivé deuxième, est déclaré vainqueur.
Le terrible Mur de Huy est ajouté à la fin de l'épreuve en 1985, favorisant les puncheurs. Cette année-là, le premier vainqueur au sommet du Mur est le coureur wallon Claude Criquielion, arrivé en solitaire. En 1993, la course jusque-là organisée par l'ancien éditeur du journal Les Sports Théo Van Griethuysen, est reprise par la Société du Tour de France, qui organise le Tour de France mais aussi Paris-Roubaix, Paris-Tours, ainsi que Liège-Bastogne-Liège depuis 1990. La Société du Tour de France se fond ensuite dans l'entreprise dont elle est une filiale, Amaury Sport Organisation (ASO), pour en devenir le département cyclisme. L'édition 1994 est marquée par le triplé de l'équipe Gewiss-Ballan. La course est remportée pour la troisième fois par Moreno Argentin devant ses coéquipiers Giorgio Furlan et Evgeni Berzin, après s'être échappés du peloton à 72 kilomètres de l'arrivée, pour ne plus jamais être rattrapés. Après la course, la performance dominante des coureurs Gewiss a suscité des soupçons. Leur médecin d'équipe, Michele Ferrari, est interviewé par le journal L'Équipe le lendemain de la course et répond à des questions sur l'érythropoïétine (EPO), une substance utilisée à des fins de dopage. Parlant des dangers de l'EPO, Ferrari déclare ne le considérer pas plus dangereux que « dix litres de jus d'orange »,.
En 2001, Rik Verbrugghe met fin à une période de douze ans sans victoire belges. En 2003, Astarloa s'impose après avoir attaqué dans les onze derniers kilomètres. Durant les années qui suivent, la course se résume à une course de côte. Davide Rebellin s'impose par trois fois et rejoint au palmarès Kint, Merckx et Argentin. En 2006, Alejandro Valverde gagne sa première Flèche wallonne. Il récidive de 2014 à 2017, portant le record de victoires à cinq sur la classique. En 2018, il est devancé par le Français Julian Alaphilippe, qui double la mise en 2019.
L'édition 2020, initialement prévue en avril, est reportée au 30 septembre, en raison de la pandémie de maladie à coronavirus. Elle est remportée par le Suisse Marc Hirschi, qui devient à 22 ans le plus jeune vainqueur de la course depuis Philémon De Meersman, lauréat de la première édition en 1936 et le premier coureur à s'imposer dès sa première participation depuis Eddy Merckx en 1967. En 2021, le Français Julian Alaphilippe s'impose pour la troisième fois en quatre ans et devient le sixième coureur à s'imposer avec le maillot arc-en-ciel.

## Mur de Huy

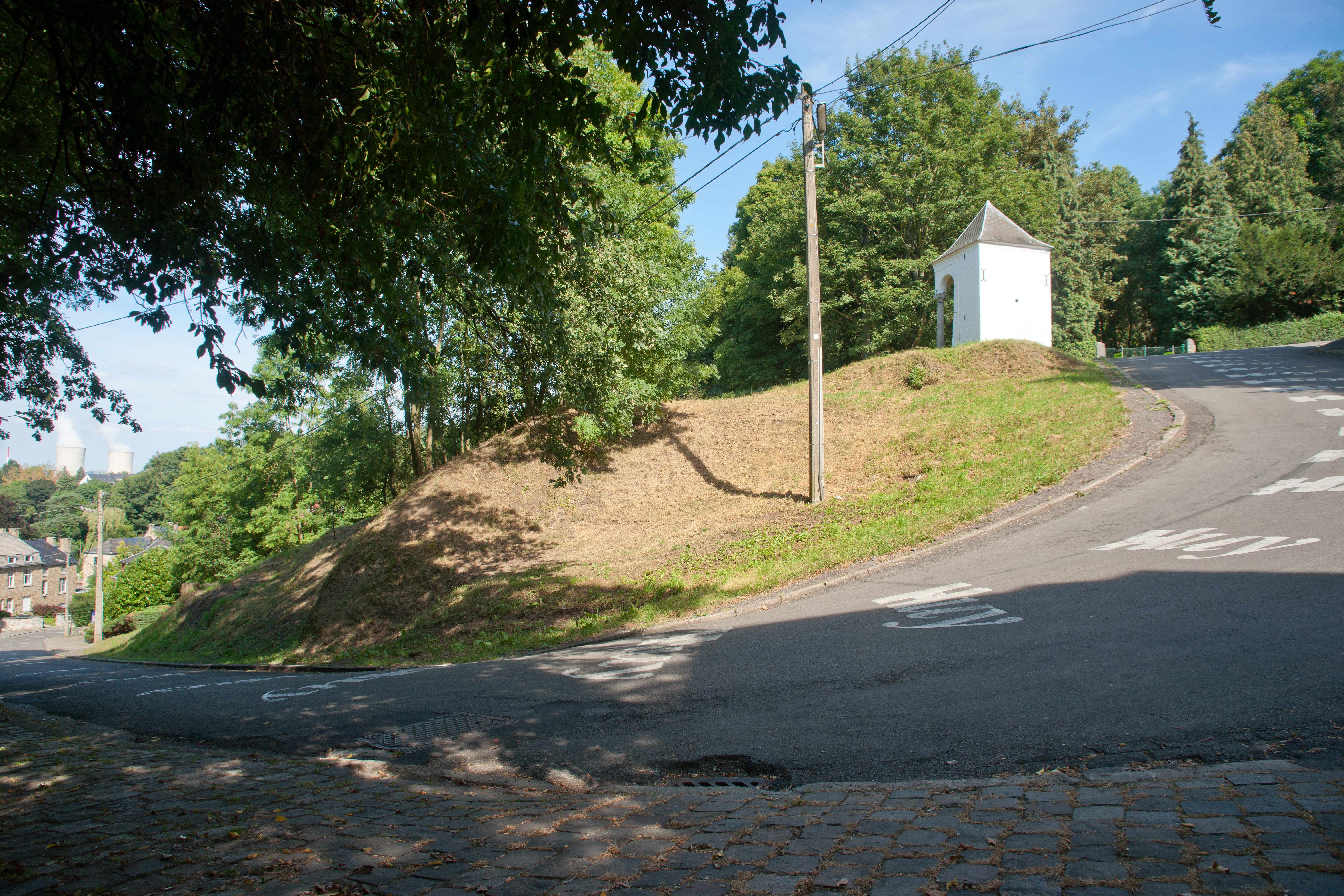
Montée du mur de Huy.

Le Mur de Huy (officiellement Chemin des chapelles) est un lieu indissociable de la course depuis sa première apparition comme final de l'épreuve en 1985. La Flèche wallonne est la seule course d'un jour WorldTour à se terminer sur une pente raide, ce qui amène des stratégies de courses différentes des autres classiques. L'ascension de 1,3 kilomètres présente une moyenne légèrement supérieure à 9% et atteint des pentes très raides de 26% sur une section, rendant difficile pour quiconque de s'échapper. La victoire se décide rarement avant la dernière montée du Mur, la dernière fois que le vainqueur de la course s'est échappé avant le Mur de Huy remontant à l'édition 2003, lorsque Igor Astarloa a battu au sprint son dernier compagnon issu de l'échappée matinale.

## Parcours

### Course actuelle
Le circuit final est une boucle d'une trentaine de kilomètres à parcourir deux ou trois fois. Il comprend les côtes d'Ereffe, du chemin des Gueuses ou de Cherave et le Mur de Huy qui sert d'arrivée et qui est considéré par l'organisateur comme « la côte la plus raide du cyclisme »,.

### Changements de tracé

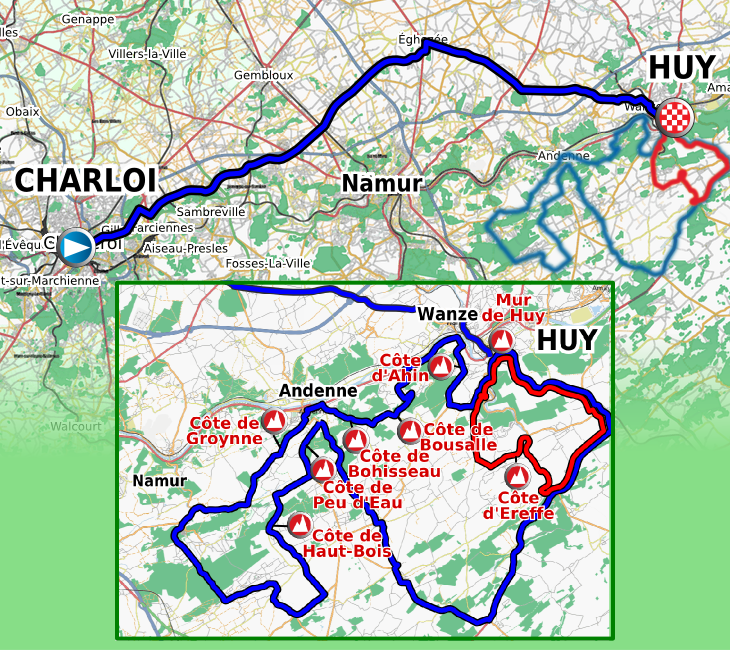
Parcours de l'édition 2011.

Comme de nombreuses épreuves cyclistes, le parcours a considérablement évolué au fil des ans, à la fois en termes de tracé et de longueur. L’événement s'est déroulé pour la première fois sur les routes reliant Tournai à Liège en 1938 (faisant passer la distance de 236 kilomètres à 300 kilomètres soit la plus longue de son histoire), après quoi Mons est devenu le point de départ. À partir de 1948, la course s'élance de Charleroi. À partir de 1960, la course se déroule dans le sens opposé, commençant à Liège et se terminant à Charleroi puis à Marcinelle à partir de 1965. Certaines années ont vu l'épreuve commencer et finir au même endroit : Verviers de 1974 à 1978 ou Huy de 1983 à 1985 et de 1988 à 1996. Depuis 1983, la course se termine à Huy et depuis 1990, la distance de course n'a pas dépassé 210 kilomètres.
Par la suite, entre 1998 et 2012, la course débute à Charleroi et se dirige vers l'est, à Huy, où les coureurs effectuent deux ou trois tours d'un circuit difficile, comprenant notamment la montée raide du Mur de Huy, avec plusieurs tronçons supérieurs à 15 % et pouvant dépasser les 20 % sur une section. Depuis 2013, la ville de départ change régulièrement mais le circuit d'arrivée au Mur de Huy ne varie guère.

## Primes
Pour l'édition masculine, les coureurs se partagent un total de 43 000 euros dont 16 000 euros pour le vainqueur. Les primes de l'édition féminine sont plus modestes avec un total partagé de 9 005 euros, dont 1 535 euros pour la gagnante .
| Place     | Montants     |
| --------- | ------------ |
| Première  | 16 000 euros |
| Deuxième  | 8 000 euros  |
| Troisième | 4 000 euros  |
| Quatrième | 2 000 euros  |
| Cinquième | 1 600 euros  |
| Sixième   | 1 200 euros  |
| Septième  | 1 200 euros  |
| Huitième  | 800 euros    |
| Neuvième  | 800 euros    |
| Dixième   | 400 euros    |

## Classiques ardennaises
La Flèche wallonne est la première des classiques ardennaises, disputée quatre jours avant Liège-Bastogne-Liège. Les deux courses sont organisées par Amaury Sport Organisation. Depuis le début des années 2000, la classique néerlandaise, l'Amstel Gold Race, est également considérée comme une classique ardennaise dans une définition plus large en raison de son profil, même si elle n'a pas lieu dans les Ardennes. De même, la Flèche wallonne n'est d'ailleurs pas à proprement parler une course ardennaise car le tracé n'atteint en aucun point le massif ardennais, la plupart des difficultés se situant dans le Condroz.
La Flèche Wallonne, bien que plus jeune que Liège-Bastogne-Liège, a néanmoins longtemps été considérée comme l'événement le plus prestigieux des deux classiques ardennaises, montrant comment le prestige et l'importance d'une course peuvent parfois changer au fil du temps. À une époque, la Flèche Wallonne et Liège-Bastogne-Liège se déroulaient sur deux jours successifs connus sous le nom le Week-end ardennais, avec Liège-Bastogne-Liège organisée le samedi et la Flèche Wallonne le dimanche.
Seuls huit coureurs ont remporté les deux courses la même année : l'Espagnol Alejandro Valverde à trois reprises (2006, 2015 et 2017), le Suisse Ferdi Kübler deux fois (en 1951 et 1952), et à une reprise les Belges Stan Ockers (1955), Eddy Merckx (1972) et Philippe Gilbert (2011), les Italiens Moreno Argentin (1991) et Davide Rebellin (2004) ainsi que le Slovène Tadej Pogačar en 2025.
En 2011, Philippe Gilbert remporte Liège-Bastogne-Liège devant les frères luxembourgeois Frank et Andy Schleck dans un sprint à trois. Il complète une série de victoires unique en l'espace de dix jours, Gilbert ayant déjà remporté la Flèche brabançonne, l'Amstel Gold Race et la Flèche wallonne, réalisant ainsi un quadruplé historique de victoires sur les classiques vallonnées d'avril.

## Palmarès
| Année | Parcours                                           | Vainqueur                                          | Deuxième                                           | Troisième                                          |
| 1936  | Tournai-Liège                                      | Philémon De Meersman                               | Alphonse Verniers                                  | Camille Michielsens                                |
| 1937  | Tournai-Liège                                      | Adolf Braeckeveldt                                 | Marcel Kint                                        | Albert Perikel                                     |
| 1938  | Tournai-Liège                                      | Émile Masson                                       | Sylvère Maes                                       | Cyriel Dubois                                      |
| 1939  | Mons-Liège                                         | Edmond Delathouwer                                 | Hubert Sijen                                       | Albert Perikel                                     |
| 1940  | Non disputée à cause de la Seconde Guerre mondiale | Non disputée à cause de la Seconde Guerre mondiale | Non disputée à cause de la Seconde Guerre mondiale | Non disputée à cause de la Seconde Guerre mondiale |
| 1941  | Mons-Liège                                         | Sylvain Grysolle                                   | Gustave Van Overloop                               | Jacques Geus                                       |
| 1942  | Mons-Marcinelle                                    | Karel Thijs                                        | Frans Bonduel                                      | Jacques Geus                                       |
| 1943  | Mons-Marcinelle                                    | Marcel Kint                                        | Georges Claes                                      | Désiré Keteleer                                    |
| 1944  | Mons-Marcinelle                                    | Marcel Kint                                        | Albéric Schotte                                    | Marcel Quertinmont                                 |
| 1945  | Mons-Charleroi                                     | Marcel Kint                                        | Lucien Vlaemynck                                   | André Maelbrancke                                  |
| 1946  | Mons-Liège                                         | Désiré Keteleer                                    | René Walschot                                      | Edward Van Dyck                                    |
| 1947  | Mons-Liège                                         | Ernest Sterckx                                     | Maurice Desimpelaere                               | Gustave Van Overloop                               |
| 1948  | Charleroi-Liège                                    | Fermo Camellini                                    | Albéric Schotte                                    | Camille Beeckmann                                  |
| 1949  | Charleroi-Liège                                    | Rik Van Steenbergen                                | Edward Peeters                                     | Fausto Coppi                                       |
| 1950  | Charleroi-Liège                                    | Fausto Coppi                                       | Raymond Impanis                                    | Jan Storms                                         |
| 1951  | Charleroi-Liège                                    | Ferdi Kübler                                       | Gino Bartali                                       | Jean Robic                                         |
| 1952  | Charleroi-Liège                                    | Ferdi Kübler                                       | Stan Ockers                                        | Raymond Impanis                                    |
| 1953  | Charleroi-Liège                                    | Stan Ockers                                        | Ferdi Kübler                                       | Loretto Petrucci                                   |
| 1954  | Charleroi-Liège                                    | Germain Derycke,                                   | Ferdi Kübler                                       | Jan De Valck                                       |
| 1955  | Charleroi-Liège                                    | Stan Ockers                                        | Alphonse Vandenbrande                              | Stanislas Bober                                    |
| 1956  | Charleroi-Liège                                    | Richard Van Genechten                              | Sante Ranucci                                      | André Vlayen                                       |
| 1957  | Charleroi-Liège                                    | Raymond Impanis                                    | René Privat                                        | Victor Wartel                                      |
| 1958  | Charleroi-Liège                                    | Rik Van Steenbergen                                | Joseph Planckaert                                  | Pierre Everaert                                    |
| 1959  | Charleroi-Liège                                    | Jos Hoevenaars                                     | Marcel Janssens                                    | Frans Schoubben                                    |
| 1960  | Liège-Charleroi                                    | Pino Cerami                                        | Pierre Beuffeuil                                   | Constant Goossens                                  |
| 1961  | Liège-Charleroi                                    | Willy Vannitsen                                    | Jean Graczyk                                       | Frans Aerenhouts                                   |
| 1962  | Liège-Charleroi                                    | Henri De Wolf                                      | Pino Cerami                                        | Hans Junkermann                                    |
| 1963  | Liège-Charleroi                                    | Raymond Poulidor                                   | Jan Janssen                                        | Peter Post                                         |
| 1964  | Liège-Charleroi                                    | Gilbert Desmet                                     | Jan Janssen                                        | Peter Post                                         |
| 1965  | Liège-Marcinelle                                   | Roberto Poggiali                                   | Felice Gimondi                                     | Tom Simpson                                        |
| 1966  | Liège-Marcinelle                                   | Michele Dancelli                                   | Lucien Aimar                                       | Rudi Altig                                         |
| 1967  | Liège-Marcinelle                                   | Eddy Merckx                                        | Peter Post                                         | Willy Bocklant                                     |
| 1968  | Liège-Marcinelle                                   | Rik Van Looy                                       | José Samyn                                         | Jan Janssen                                        |
| 1969  | Liège-Marcinelle                                   | Jos Huysmans                                       | Eric De Vlaeminck                                  | Éric Leman                                         |
| 1970  | Liège-Marcinelle                                   | Eddy Merckx                                        | Georges Pintens                                    | Eric De Vlaeminck                                  |
| 1971  | Liège-Marcinelle                                   | Roger De Vlaeminck                                 | Frans Verbeeck                                     | Joseph Deschoenmaecker                             |
| 1972  | Verviers-Marcinelle                                | Eddy Merckx                                        | Raymond Poulidor                                   | Willy Van Neste                                    |
| 1973  | Verviers-Marcinelle                                | André Dierickx                                     | Eddy Merckx                                        | Frans Verbeeck                                     |
| 1974  | Verviers-Verviers                                  | Frans Verbeeck                                     | Roger De Vlaeminck                                 | Non décerné,                                       |
| 1975  | Verviers-Verviers                                  | André Dierickx                                     | Frans Verbeeck                                     | Eddy Merckx                                        |
| 1976  | Verviers-Verviers                                  | Joop Zoetemelk                                     | Frans Verbeeck                                     | Freddy Maertens                                    |
| 1977  | Verviers-Verviers                                  | Francesco Moser,                                   | Giuseppe Saronni                                   | Non décerné                                        |
| 1978  | Verviers-Verviers                                  | Michel Laurent                                     | Gianbattista Baronchelli                           | Dietrich Thurau                                    |
| 1979  | Esneux-Marcinelle                                  | Bernard Hinault                                    | Giuseppe Saronni                                   | Bernt Johansson                                    |
| 1980  | Mons-Spa                                           | Giuseppe Saronni                                   | Sven-Åke Nilsson                                   | Bernard Hinault                                    |
| 1981  | Spa-Mons                                           | Daniel Willems                                     | Adrie van der Poel                                 | Guido Van Calster                                  |
| 1982  | Charleroi-Spa                                      | Mario Beccia                                       | Jostein Wilmann                                    | Paul Haghedooren                                   |
| 1983  | Huy-Huy                                            | Bernard Hinault                                    | René Bittinger                                     | Hubert Seiz                                        |
| 1984  | Huy-Huy                                            | Kim Andersen                                       | William Tackaert                                   | Heddie Nieuwdorp                                   |
| 1985  | Huy-Huy                                            | Claude Criquielion                                 | Moreno Argentin                                    | Laurent Fignon                                     |
| 1986  | Spa-Huy                                            | Laurent Fignon                                     | Jean-Claude Leclercq,                              | Claude Criquielion                                 |
| 1987  | Spa-Huy                                            | Jean-Claude Leclercq                               | Claude Criquielion                                 | Rolf Gölz                                          |
| 1988  | Huy-Huy                                            | Rolf Gölz                                          | Moreno Argentin                                    | Steven Rooks                                       |
| 1989  | Huy-Huy                                            | Claude Criquielion                                 | Steven Rooks                                       | Wim Van Eynde                                      |
| 1990  | Huy-Huy                                            | Moreno Argentin                                    | Jean-Claude Leclercq                               | Non décerné,                                       |
| 1991  | Huy-Huy                                            | Moreno Argentin                                    | Claude Criquielion                                 | Claudio Chiappucci                                 |
| 1992  | Huy-Huy                                            | Giorgio Furlan                                     | Gérard Rué                                         | Davide Cassani                                     |
| 1993  | Huy-Huy                                            | Maurizio Fondriest                                 | Gérard Rué                                         | Claudio Chiappucci                                 |
| 1994  | Spa-Huy                                            | Moreno Argentin                                    | Giorgio Furlan                                     | Evgueni Berzin                                     |
| 1995  | Huy-Huy                                            | Laurent Jalabert                                   | Maurizio Fondriest                                 | Evgueni Berzin                                     |
| 1996  | Huy-Huy                                            | Lance Armstrong                                    | Didier Rous                                        | Maurizio Fondriest                                 |
| 1997  | Spa-Huy                                            | Laurent Jalabert                                   | Luc Leblanc                                        | Alex Zülle                                         |
| 1998  | Charleroi-Huy                                      | Bo Hamburger                                       | Frank Vandenbroucke                                | Alberto Elli                                       |
| 1999  | Charleroi-Huy                                      | Michele Bartoli                                    | Maarten den Bakker                                 | Mario Aerts                                        |
| 2000  | Charleroi-Huy                                      | Francesco Casagrande                               | Rik Verbrugghe                                     | Laurent Jalabert                                   |
| 2001  | Charleroi-Huy                                      | Rik Verbrugghe                                     | Ivan Basso                                         | Jörg Jaksche                                       |
| 2002  | Charleroi-Huy                                      | Mario Aerts                                        | Unai Etxebarria                                    | Michele Bartoli                                    |
| 2003  | Charleroi-Huy                                      | Igor Astarloa                                      | Aitor Osa                                          | Alexandr Shefer                                    |
| 2004  | Charleroi-Huy                                      | Davide Rebellin                                    | Danilo Di Luca                                     | Matthias Kessler                                   |
| 2005  | Charleroi-Huy                                      | Danilo Di Luca                                     | Kim Kirchen                                        | Davide Rebellin                                    |
| 2006  | Charleroi-Huy                                      | Alejandro Valverde                                 | Samuel Sánchez                                     | Karsten Kroon                                      |
| 2007  | Charleroi-Huy                                      | Davide Rebellin                                    | Alejandro Valverde                                 | Danilo Di Luca                                     |
| 2008  | Charleroi-Huy                                      | Kim Kirchen                                        | Cadel Evans                                        | Damiano Cunego                                     |
| 2009  | Charleroi-Huy                                      | Davide Rebellin                                    | Andy Schleck                                       | Damiano Cunego                                     |
| 2010  | Charleroi-Huy                                      | Cadel Evans                                        | Joaquim Rodríguez                                  | Alberto Contador                                   |
| 2011  | Charleroi-Huy                                      | Philippe Gilbert                                   | Joaquim Rodríguez                                  | Samuel Sánchez                                     |
| 2012  | Charleroi-Huy                                      | Joaquim Rodríguez                                  | Michael Albasini                                   | Philippe Gilbert                                   |
| 2013  | Binche-Huy                                         | Daniel Moreno                                      | Sergio Henao                                       | Carlos Betancur                                    |
| 2014  | Bastogne-Huy                                       | Alejandro Valverde                                 | Dan Martin                                         | Michał Kwiatkowski                                 |
| 2015  | Waremme-Huy                                        | Alejandro Valverde                                 | Julian Alaphilippe                                 | Michael Albasini                                   |
| 2016  | Marche-Huy                                         | Alejandro Valverde                                 | Julian Alaphilippe                                 | Dan Martin                                         |
| 2017  | Binche-Huy                                         | Alejandro Valverde                                 | Dan Martin                                         | Dylan Teuns                                        |
| 2018  | Seraing-Huy                                        | Julian Alaphilippe                                 | Alejandro Valverde                                 | Jelle Vanendert                                    |
| 2019  | Ans-Huy                                            | Julian Alaphilippe                                 | Jakob Fuglsang                                     | Diego Ulissi                                       |
| 2020  | Herve-Huy                                          | Marc Hirschi                                       | Benoît Cosnefroy                                   | Michael Woods                                      |
| 2021  | Charleroi-Huy                                      | Julian Alaphilippe                                 | Primož Roglič                                      | Alejandro Valverde                                 |
| 2022  | Blegny-Huy                                         | Dylan Teuns                                        | Alejandro Valverde                                 | Aleksandr Vlasov                                   |
| 2023  | Herve-Huy                                          | Tadej Pogačar                                      | Mattias Skjelmose                                  | Mikel Landa                                        |
| 2024  | Charleroi-Huy                                      | Stephen Williams                                   | Kévin Vauquelin                                    | Maxim Van Gils                                     |
| 2025  | Ciney-Huy                                          | Tadej Pogačar                                      | Kévin Vauquelin                                    | Tom Pidcock                                        |

## Statistiques

### Vainqueurs multiples

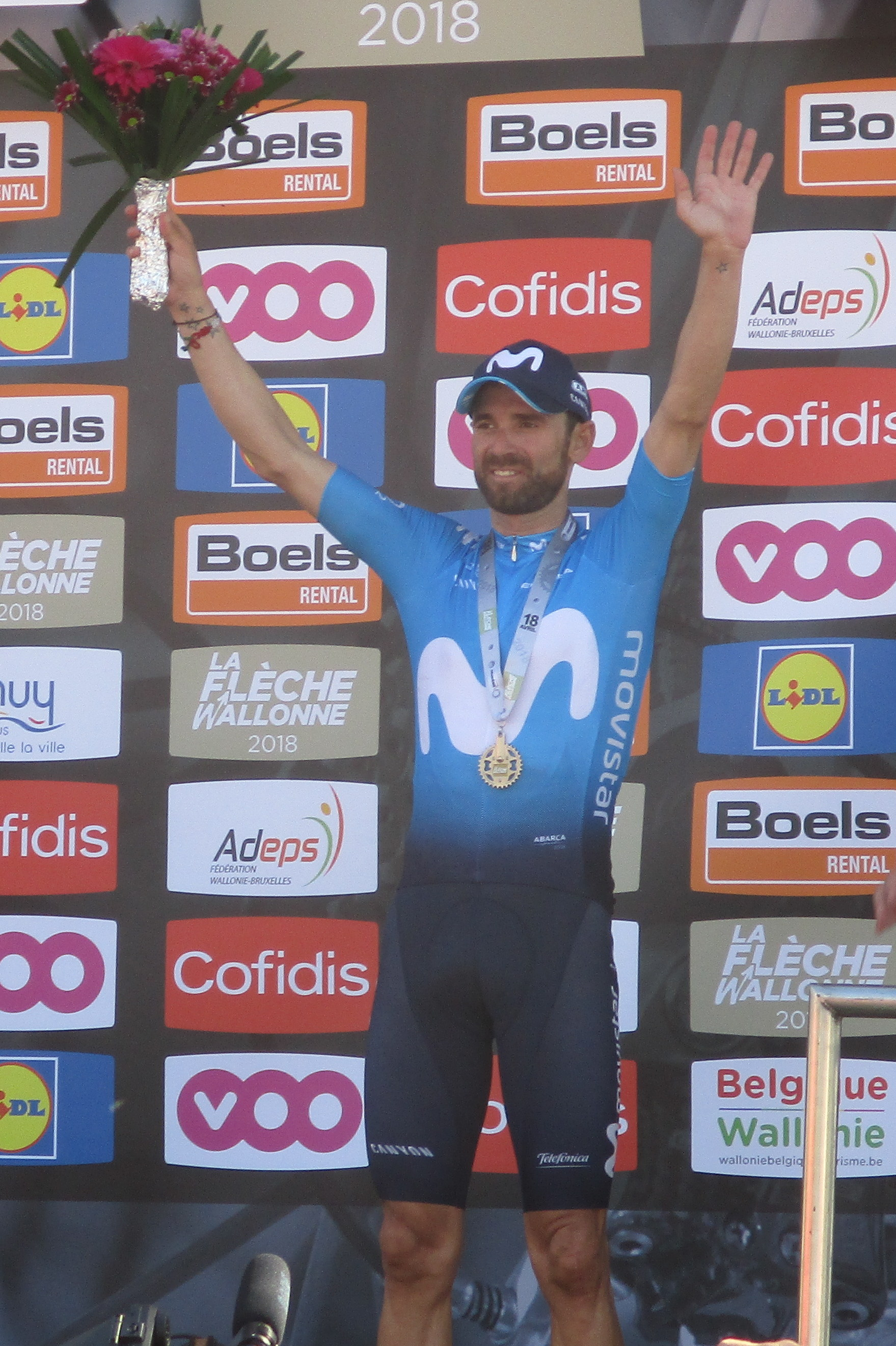
Avec cinq succès, Alejandro Valverde détient le record de victoire sur la course.

| Victoires | Coureur             | Pays     | Éditions                       |
| --------- | ------------------- | -------- | ------------------------------ |
| 5         | Alejandro Valverde  | Espagne  | 2006, 2014, 2015, 2016 et 2017 |
| 3         | Marcel Kint         | Belgique | 1943, 1944 et 1945             |
| 3         | Eddy Merckx         | Belgique | 1967, 1970 et 1972             |
| 3         | Moreno Argentin     | Italie   | 1990, 1991 et 1994             |
| 3         | Davide Rebellin     | Italie   | 2004, 2007 et 2009             |
| 3         | Julian Alaphilippe  | France   | 2018, 2019 et 2021             |
| 2         | Ferdi Kübler        | Suisse   | 1951 et 1952                   |
| 2         | Stan Ockers         | Belgique | 1953 et 1955                   |
| 2         | Rik Van Steenbergen | Belgique | 1949 et 1958                   |
| 2         | André Dierickx      | Belgique | 1973 et 1975                   |
| 2         | Bernard Hinault     | France   | 1979 et 1983                   |
| 2         | Claude Criquielion  | Belgique | 1985 et 1989                   |
| 2         | Laurent Jalabert    | France   | 1995 et 1997                   |
| 2         | Tadej Pogačar       | Slovénie | 2023 et 2025                   |

### Victoires par pays
| Victoires | Pays                                                           |
| --------- | -------------------------------------------------------------- |
| 39        | Belgique                                                       |
| 18        | Italie                                                         |
| 11        | France                                                         |
| 8         | Espagne                                                        |
| 3         | Suisse                                                         |
| 2         | Danemark Slovénie                                              |
| 1         | Allemagne Australie États-Unis Luxembourg Pays-Bas Royaume-Uni |